# Oxyopes exsiccatus
Oxyopes exsiccatus är en spindelart som beskrevs av Embrik Strand 1907. Oxyopes exsiccatus ingår i släktet Oxyopes och familjen lospindlar. Inga underarter finns listade i Catalogue of Life.